# Rudolf Tillmetz
Rudolf Tillmetz (Múnic, Baviera, 1 d'abril de 1847 - 25 de gener de 1915) fou un músic alemany que destacà com a flautista, sent un dels deixebles predilectes de Böhm. Fou professor de la Reial Acadèmia de Música, director de la cambra musical del príncep Lluís Ferran de Baviera i primer solista de la cort. Entre les seves obres publicades hi ha :
- 24 estudis per a flauta;
- 26 estudis, en tots els tons;
- els Estudis melòdics;
- un Nocturn per a piano, flauta i trompa;
- una Rapsòdia bosnienne.

A més va compondre difícils cadències per a concerts de flauta de Mozart.